# Helmut Rieger (Journalist)
Helmut Rieger (* 8. Oktober 1931; † 20. Dezember 2019 in Hannover) war ein deutscher Journalist.

## Leben
Der noch zur Zeit der Weimarer Republik geborene Helmut Rieger besuchte während des Zweiten Weltkriegs in den Jahren 1944 und 1945 das Gymnasium Andreanum in Hildesheim. In der Nachkriegszeit arbeitete er in den 1950er und 1960er Jahren als politischer Journalist bei der Hannoverschen Allgemeinen Zeitung.
1970 trat Rieger in die Redaktion der Zeitschrift Rundblick – Politikjournal für Niedersachsen ein, deren Leitung er 1974 übernahm. Bis zu seinem Ruhestand im Jahr 1993 prägte Rieger das Blatt als Chefredakteur maßgeblich und entwickelte „den Rundblick zu einem unverwechselbaren Bestandteil der niedersächsischen Medienlandschaft“. Dabei wirkte er noch nach Jahrzehnten als „journalistisches Vorbild für Generationen nach ihm.“
Auch nach Eintritt in den Ruhestand schrieb Rieger ab und zu für den Rundblick.
1995 publizierte Rieger zur Fünfzig-Jahrfeier des Landes Niedersachsen sein Buch Alles hat seine Zeit. Niedersachsen wird fünfzig, in dem er seine
journalistische Arbeit für den Rundblick verarbeitete.
Für sein Wirken wurde Rieger mit dem Großen Verdienstkreuz des Niedersächsischen Verdienstordens geehrt.
Helmut Rieger starb am 20. Dezember 2019 in Hannover im Alter von 88 Jahren. Er wurde auf dem Stadtfriedhof Stöcken beerdigt.

## Schriften (Auswahl)
- Alles hat seine Zeit. Niedersachsen wird fünfzig, Verlag Th. Schäfer, Hannover 1995, ISBN 978-3-88746-338-0 und ISBN 3-88746-338-2